# Oya Unustası
Oya Unustası (Istanbul, 31 marzo 1988) è un'attrice e modella turca.

## Biografia
Nata nel 1988 a Istanbul (Turchia), Oya Unustası è di origine emigrata dalla Bulgaria da parte di padre e da Salonicco, in Grecia, da parte di madre; ha due sorelle maggiori e un fratello maggiore. Ha completato la propria formazione universitaria presso la facoltà di belle arti della Mimar Sinan University e ha in seguita si è  formata nel campo della recitazione e delle arti dello spettacolo con lezioni impartite da Ayla Algan. Nel 2013 è entrata nella top 20 del concorso di bellezza Miss Turchia.
Nel 2011 ha fatto la sua prima apparizione sul grande schermo con il ruolo di Bardaki Kız nel film Kaybedenler Kulübü diretto da Tolga Örnek, seguito dal ruolo di Duru nella serie İzmir Çetesi. L'anno successivo, nel 2012, ha vestito i panni di Aylin nella serie Akasya Durağı, seguiti nel 2013 da quelli di Gülben Gedik nella serie Sevdaluk. Nel 2014 ha ricoperto il ruolo di Nilüfer Korkmaz nella serie Beyaz Karanfil e nel 2015 quello di Zeliş Gıpgıp nella serie Kalbim Ege'de Kaldı.
Nel 2017 ha recitato nello spettacolo teatrale Çok Satanlar. L'anno successivo, nel 2018, ha interpretato il ruolo di Sugay Hatun nella serie Diriliş Ertuğrul e quello di Ceyda Koruhan nella serie Masum Değiliz. Dal 2019 al 2021 è stata scelta per interpretare il ruolo di Gönül Aslanbey / Şadoğlu nella serie Hercai - Amore e vendetta (Hercai). Nel 2023 ha ricoperto il ruolo di Sina Baydur nella serie 1973: Biltmore Oteli Cinayeti, seguito nel 2024 da quello di Aliye nella serie Ömer.

## Vita privata
Nel settembre 2021 è convolata a nozze con l'attore Ahmet Tansu Taşanlar, suo collega nello spettacolo teatrale Çok Satanlar e nella serie Hercai - Amore e vendetta (Hercai).

## Filmografia

### Cinema
- Kaybedenler Kulübü, regia di Tolga Örnek (2011)

### Televisione
- İzmir Çetesi – serie TV, 8 episodi (Star TV, 2011)
- Akasya Durağı – serie TV (Star TV, 2012)
- Sevdaluk – serie TV (Show TV, 2013)
- Beyaz Karanfil – serie TV, 6 episodi (ATV, 2014)
- Kalbim Ege'de Kaldı – serie TV, 16 episodi (Kanal D, 2015)
- Diriliş Ertuğrul – serie TV, 5 episodi (TRT 1, 2018)
- Masum Değiliz – serie TV, 6 episodi (ATV, 2018)
- Hercai - Amore e vendetta (Hercai) – serie TV, 62 episodi (ATV, 2019-2021)
- 1973: Biltmore Oteli Cinayeti – serie TV (tabii, 2023)
- Ömer – serie TV, 4 episodi (Star TV, 2024)

## Teatro
- Çok Satanlar (2017)

## Doppiatrici italiane
Nelle versioni in italiano dei suoi film e delle sue serie TV, Oya Unustası è stata doppiata da:
- Silvia Avallone[21] in Hercai - Amore e vendetta[22]

## Riconoscimenti
- Turkey Youth Awards
  - 2020: Candidata come Miglior attrice televisiva non protagonista per la serie Hercai - Amore e vendetta (Hercai)